# 弗里斯山
77°45′S 161°28′E / 77.750°S 161.467°E

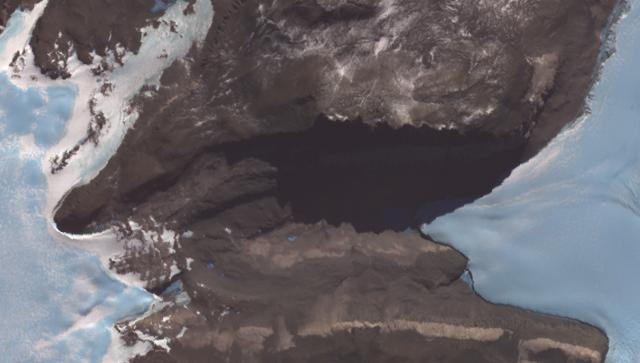
维多利亚地泰勒冰川以北的卫星图像

弗里斯山南極洲的山峰，位於維多利亞地，處於泰勒冰川北面，長11公里，海拔高度1,750米，以國家檔案和記錄管理局的地理學家命名，現時由南極條約體系管理。